# 綜合外交政策局
綜合外交政策局（そうごうがいこうせいさくきょく）是日本外務省的內部部局之一，成立於1993年（平成5年）8月1日。

## 內部組織
綜合外交政策局內置局長一名，審議官兩名。此外，局內還設有軍縮不擴散暨科學部等組織；下表列出局內的組織編制及其業務內容。
| 組織名稱                 | 業務內容                                                                         |
| ------------------------ | -------------------------------------------------------------------------------- |
| 總務課                   | 總理重要的外交政策                                                               |
| 政策企劃室               | 規劃或制定綜合外交政策                                                           |
| 新興國外交推廣室         | 規劃或制定對新興國家的基本外交政策                                               |
| 安全保障政策課           | 總理、規劃與制定保障日本國家安全的外交政策                                       |
| 國際安全暨治安對策協力室 | 規劃或制定與國際合作的反恐外交政策，總理、規劃與制定與國際犯罪組織有關的外交政策 |
| 国際和平協力室           | 制定與實施日本參與聯合國維和活動的政策，並培育維和人員                           |
| 海上安全保障政策室       | 總理、規劃與制定與日本相關的海上安全外交政策                                     |
| 宇宙室                   | 規劃或制定日本對全球的基本外交政策                                               |
| 聯合國規劃調整課         | 負責日本與聯合國專門機構或行政、金融等機構的外交參與政策（政治機構除外）         |
| 國際機關人事中心         | 負責支援在各國際組織中任職的日本官員                                             |
| 聯合國政策課             | 負責日本與聯合國的政治領域外交政策                                               |
| 人權人道課               | 負責日本的人權與人道相關的外交政策（包含難民問題）                               |
| 女性參與推廣室           | 負責與女權議題相關的外交政策                                                     |

## 歴任局長
| 姓名       | 任職期間                                             | 前任職務                     | 繼任職務                                                                                       |
| ---------- | ---------------------------------------------------- | ---------------------------- | ---------------------------------------------------------------------------------------------- |
| 柳井俊二   | 1993年（平成5年）8月1日 - 1995年（平成7年）8月4日    | 外務省條約局局長             | 外務審議官（政務主管）、外務事務次官、駐美大使、國際海洋法法庭法官                             |
| 川島裕     | 1995年（平成7年）8月4日 - 1997年（平成9年）8月1日    | 外務省亞洲局局長             | 駐以色列大使、外務事務次官、宮內廳式部官長、侍從長                                             |
| 加藤良三   | 1997年（平成9年）8月1日 - 1999年（平成11年）7月19日  | 外務省亞洲局局長             | 外務審議官（政務主管）、駐美大使、日本棒球機構委員                                             |
| 竹内行夫   | 1999年（平成11年）7月19日 - 2001年（平成13年）1月6日 | 外務省北美局局長             | 駐印尼大使、外務事務次官、最高裁判所法官                                                       |
| 谷内正太郎 | 2001年（平成13年）1月6日 - 2002年（平成14年）10月    | 外務省条約局局長             | 內閣官房副長官補、外務事務次官、內閣官房參與、國家安全保障局局長                               |
| 西田恒夫   | 2002年（平成14年）10月 - 2005年（平成17年）8月       | 外務省經濟協力局局長         | 外務審議官（正務主管）、駐加拿大大使、駐聯合國大使、廣島大學和平科學研究中心主任               |
| 河野雅治   | 2005年（平成17年）8月 - 2007年（平成19年）1月        | 外務省中東暨非洲局非洲審議官 | 外務審議官（經濟主管）、駐俄羅斯大使、駐義大利大使                                             |
| 河相周夫   | 2007年（平成19年）1月 - 2008年（平成20年）7月30日    | 外務省北美局局長             | 內閣官房副長官補、外務省大臣官房長、外務事務次官、式部官長、侍從長                             |
| 別所浩郎   | 2008年（平成20年）7月30日 - 2010年（平成22年）8月    | 外務省國際協力局局長         | 外務審議官（政務主管）、駐韓國大使                                                             |
| 鶴岡公二   | 2010年（平成22年）8月 - 2012年（平成24年）9月        | 外務省國際法局局長           | 外務審議官（經濟主管）、内閣官房跨太平洋戰略經濟夥伴關係協議政府對策本部首席談判官、駐英國大使 |
| 平松賢司   | 2012年（平成24年）9月 - 2015年（平成27年）10月       | 外務省地球規模課題審議官     | 駐印度大使                                                                                     |
| 秋葉剛男   | 2015年（平成27年）10月 - 2016年（平成28年）6月       | 外務省國際法局局長           | 外務審議官（政務主管）                                                                         |
| 石兼公博   | 2016年（平成28年）6月 -                              | 外務省亞洲大洋洲局局長       |                                                                                                |

## 外部連結
- （日語） 外務省総合外交政策局 （页面存档备份，存于）
- （日語） 外務省組織令:第3節第2款（総務省法令データ提供システム）
- （日語） 外務省大臣官房の政策管理機能―総合外交政策局とのデマケーション （页面存档备份，存于）